# Tannay (Ardennes)
Tannay je francouzská obec v departementu Ardensko v regionu Grand Est. V roce 2014 zde žilo 159 obyvatel.

## Poloha obce
Sousední obce jsou: Bairon-et-ses-Environs, Belleville-et-Châtillon-sur-Bar, Le Mont-Dieu, Les Petites-Armoises, Sauville a Sy.

## Vývoj počtu obyvatel
Počet obyvatel